# Hans-Erich Salkowski
Hans-Erich Salkowski (1935) es un botánico y farmacéutico alemán.

## Algunas publicaciones
- ----. 1992. Ophrys sphegodes Mill. subsp. melitensis Salkowski, subsp. nova auf Malta und Gozo. Mitt. Bl. Arbeitskr. Heim. Orch. Baden-Württ. 24: 631, 633-643
- ----. 2000. Über die Bestaubung von Ophrys melitensis (Salkowski) J. & P. Devillers-Terschuren auf der Insel Malta. J. Eur. Orch. 32 (3/4): 631-641
- Hahn, werner; & hans-e. Salkowski. 2004 (publ. 2005). Zur Kentnis von Ophrys flavicans (Para conocimiento de Ophrys flavicans). Ber. Arbeitskrs. Heim. Orchid. 21 (1): 48-58

### Libros
- Hahn, werner; jürgen Passin, hans-erich Salkowski. 2006. Historie und Gegenwart der wildwachsenden Orchideen im Mittelrheintal und in angrenzenden Gebieten : ein Abgleich zwischen Herbarbelegen, Literaturzitaten und aktuellen Kartierungen (Historia y presente de orquídeas silvestres en el Valle del Rin Medio y en zonas adyacentes: una comparación entre los especímenes de herbario, citas bibliográficas y cartografía actual. Berichte aus den Arbeitskreisen Heimische Orchideen : Beiheft 6 : 70-300
- Salkowski, hans-erich. 2008. Die Orchideenbelege im Herbarium des Marcellus Melsheimer (1827 - 1920) (Las orquídeas en el herbario de Marcelo Melsheimer). En: Berichte aus den Arbeitskreisen Heimische Orchideen 25 ( 2) : 4-371

- La abreviatura «Salk.» se emplea para indicar a Hans-Erich Salkowski como autoridad en la descripción y clasificación científica de los vegetales.[2]